# Sejima Kazuyo
Sejima Kazuyo (妹島 和世 Muội Đảo Hoà Thế), sinh năm 1956, tỉnh Ibaraki, Nhật Bản) là một kiến trúc sư Nhật Bản. Sau khi theo học tại Đại học Phụ nữ Nhật Bản và làm việc tại Toyo Ito, năm 1987 bà đã thành lập Kazuyo Sejima and Associates. Năm 1995 bà thành lập công ty SANAA dựa trên (Sejima and Nishizawa and Associates) cùng với Nishizawa Ryue. Sejima được bổ nhiệm làm Director of the Architecture Sector cho Venice Biennale. Bà là người phụ nữ đầu tiên đảm nhiệm vị trí này. Năm 2010 bà giành giải thưởng Pritzker, cùng với Nishizawa Ryue.

## Các dự án của Kazuyo Sejima and Associates

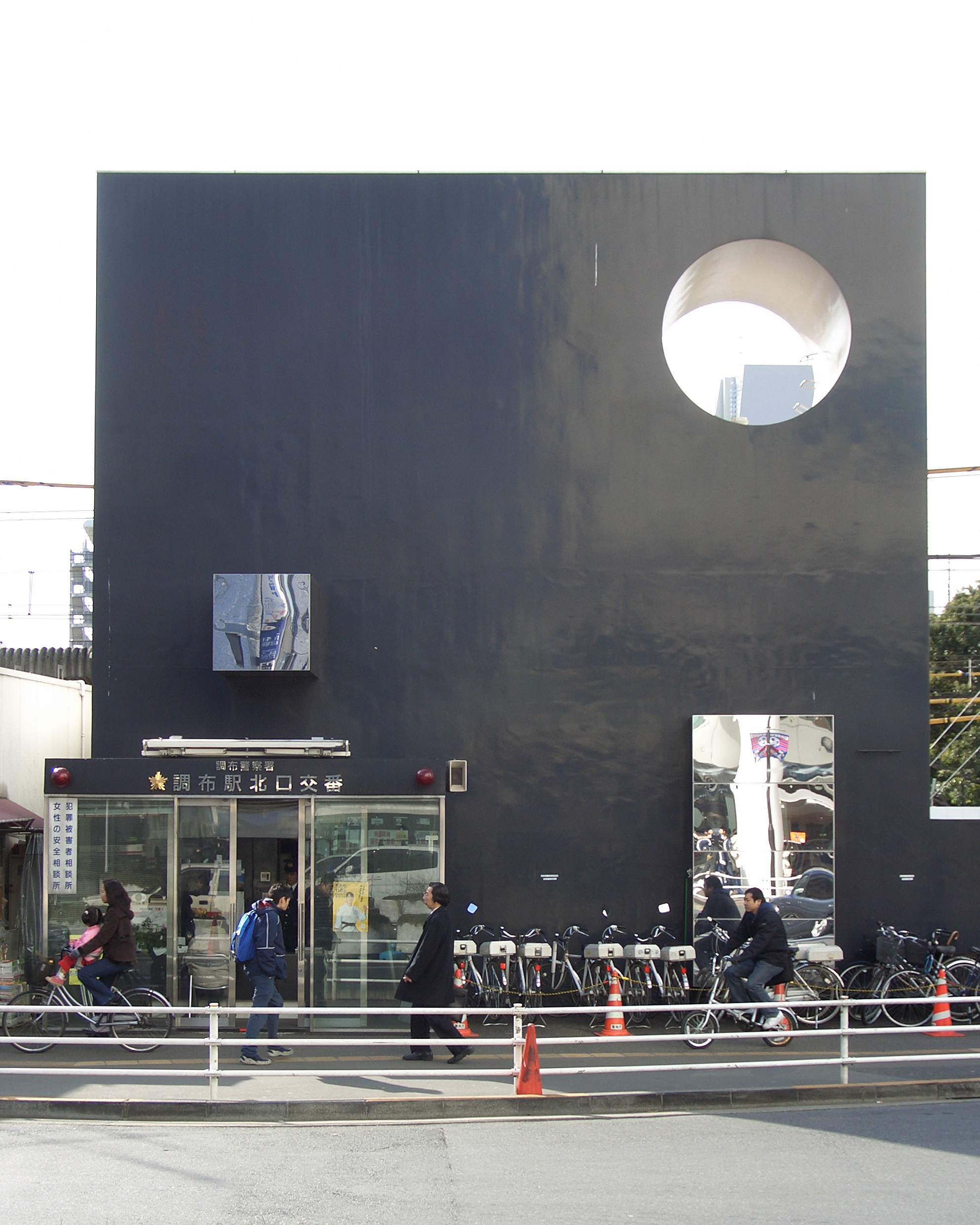
Văn phòng cảnh sát ở Chofu Station (1993-94)

Trung tâm Onishi (2003-05)

- Platform I Vacation House - 1987 to 1988 - Chiba, Nhật Bản
- Platform II Studio - 1988 to 1990 - Yamanachi, Nhật Bản
- Platform III House (Not Built/Project Only) - 1989 to 1990 - Tokyo, Nhật Bản
- Castelbajac Sports Store - 1990 đến 1991 - Kanagawa, Nhật Bản
- Saishunkan Seiyaku Women's Dormitory - 1990 đến 1991 - Kumamoto, Nhật Bản
- N House - 1990 đến 1992 - Kumamoto, Nhật Bản
- An Apartment Building (Not Built/Project Only) - 1991 - Osaka, Nhật Bản
- Nasumoahara Harmony Hall (Not Built/Project Only) - 1991 - Tochigi, Nhật Bản
- Pachinko Parlor I - 1991 đến 1993 - Ibaraki, Nhật Bản
- Villa in the Forest - 1992 đến 1994 - Nagano, Nhật Bản
- Pachinko Parlor II - 1993 - Ibaraki, Nhật Bản
- Y House - 1993 to 1994 - Chiba, Nhật Bản
- Police Office in Ga Chofu - 1993 đến 1994 - Tokyo, Nhật Bản
- Service Center at the Tokyo Expo 96 (Not Built/Project Only) - 1994 đến 1995 - Tokyo, Nhật Bản
- Yokohama International Port Terminal (Not Built/Project Only) - 1994 - Kanagawa, Nhật Bản
- Gifu Kitagata Apartment Building - 1994 đến 2000 - Gifu, Nhật Bản
- Pachinko Parlor III - 1995 đến 1996 - Ibaraki, Nhật Bản
- U Office Building - 1996 đến 1998 - Ibaraki, Nhật Bản
- Small House - 1999 đến 2000 - Tokyo, Nhật Bản
- Kozankaku Student Residence - 1999 đến 2000 - Ibaraki, Nhật Bản
- hhstyle.com Store - 1999 đến 2000 - Tokyo, Nhật Bản
- Asahi Shimbun Yamagata Office Building - 2000 đến 2002 - Yamagata, Nhật Bản
- House in a Plum Grove - 2001 đến 2003 - Tokyo, Nhật Bản
- Onishi Civic Center - 2003 đến 2005 - Gunma, Nhật Bản